# Scrapter luridus
Scrapter luridus là một loài Hymenoptera trong họ Colletidae. Loài này được Eardley mô tả khoa học năm 1996.